# Oxidationszone
Als Oxidationszone wird der von der Erdoberfläche bis zum Grundwasserspiegel reichende Teil der Verwitterungszone von Erzvorkommen genannt, in der Erzminerale durch Kontakt mit Sauerstoff (Luft) zum Teil in Verbindung mit Wasser, Kohlenstoffdioxid, Kohlensäure etc. verwittern. Sie enthält vorwiegend die entsprechenden Oxide, Hydroxide, Carbonate und Sulfate der in den Erzen enthaltenen Schwermetalle. Besonders auffällig ist dies bei der Verwitterung von sulfidischen Erzen. Ein typisches Mineral der Oxidationszone ist zum Beispiel Chrysokoll. Bei der Verwitterung von Eisenerzen bilden sich oft rot oder rotbraun gefärbte poröse Massen, die bergmännisch als eiserner Hut bezeichnet werden.